# 지방도 제805호선
지방도 제805호선은 전라남도 신안군 장산면 오음리 북강선착장에서 영광군 영광읍 단주사거리를 잇는 전라남도의 지방도이다.
1995년 12월 8일 신안군 비금면에서 시작해 비금, 도초, 하의, 신의, 장산, 안좌, 팔금, 암태, 자은, 증도면을 거쳐 지도읍까지 이어지는 노선으로 최초 지정되었다. 2003년 3월 27일 신안군 비금면 ~ 장산면 구간이 국도 제2호선으로 승격되면서 기점을 신안군 장산면으로 단축하고, 대신 신안군 지도읍 ~ 영광군 영광읍 구간을 연장하여 지금의 노선이 되었다.
국도 제2호선과 직결되면서 시작하며, 신안군 지역의 주요 섬들을 거치기 때문에 전라남도에서 진행하고 있는 신안군 일대에 다이아몬드 형태로 흩어져 있는 25개의 섬들을 26개의 다리로 연결하는 ‘다이아몬드 섬 프로젝트’의 주요 구간이기도 하다.

## 연혁
- 1995년 12월 8일 : 기점을 '신안군 비금면 가산리', 종점을 '신안군 지도읍 읍내리'로 하여 122.1km 구간을 지방도 제805호선 '비금 ~ 지도선'을 새로 지정[2]
- 1997년 8월 20일 : 2000년 2월까지 다수 ~ 대리간 도로(신안군 장산면 다수리 ~ 대리) 확포장공사를 위해 3.056km 구간 도로구역 변경[3]
- 1998년 3월 14일 : 2002년 12월까지 지도 ~ 사옥간 연륙교(신안군 지도읍 읍내리 ~ 탄동리) 가설공사를 위해 1.8km 구간 도로구역 변경[4][5]
- 2000년 6월 13일 : 2003년 6월까지 도초 ~ 죽연간 도로(신안군 도초면 수항리 ~ 죽연리) 확포장공사를 위해 3.4km 구간 도로구역 변경[6]
- 2003년 3월 27일 : 기점을 신안군 비금면 가산리에서 '신안군 장산면 오음리'로 단축하고 종점을 신안군 지도읍 읍내리에서 '영광군 영광읍 단주리'로 연장함. 이에 따라 노선명을 '비금 ~ 지도선'에서 '장산 ~ 영광선'으로 변경하고 총 연장 140.5km가 됨.[7]
- 2005년 6월 4일 : 2010년 4월까지 사옥 ~ 증도간 연도교(신안군 지도면 탄동리 ~ 증도면 증동리) 가설공사를 위해 1.964km 구간 도로구역 변경[8]
- 2005년 7월 5일 : 2008년 12월까지 청룡지구(신안군 자은면 구영리) 개량공사를 위해 1.1km 구간 도로구역 변경[9]
- 2006년 1월 5일 : 외양 ~ 내양간 도로 확포장공사 기간을 2008년 12월까지 연기[10]
- 2010년 7월 13일 : 2010년 12월까지 신안 읍동지구(신안군 안좌면 읍동리) 개량공사를 위해 741m 구간 도로구역 변경[11]
- 2010년 12월 30일 : 증도대교(900m, 신안군 지도읍 탄동리 ~ 증도면 증동리) 1.964km 구간 개통[12]
- 2011년 4월 27일 : 2012년 5월까지 영광 논산지구(영광군 백수읍 죽사리) 개량공사를 위해 373m 구간 도로구역 변경[13]
- 2012년 4월 5일 : 2016년 12월까지 안좌 ~ 자라간 연도교(신안군 안좌면 자라리 ~ 복호리) 가설공사를 위해 2.003km 구간 도로구역 변경[14]
- 2012년 10월 12일 : 증도 ~ 지도간 도로(신안군 지도읍 탄동리) 확포장공사를 위해 3.3km 구간 도로구역 변경[15]
- 2012년 11월 27일 : 증도 ~ 지도간 도로 공사기간을 2018년 12월까지로 연기[16]
- 2013년 3월 13일 : 2016년까지 당숙재(신안군 자은면 고장리 ~ 송산리) 개량공사를 위해 1.66km 구간 도로구역 변경[17]
- 2013년 5월 27일 : 자은 ~ 지도간 도로 공사기간을 2014년 4월까지로 연기[18]
- 2013년 7월 19일 : 2015년 12월까지 신안 읍동지구(신안군 안좌면 읍동리) 개량공사를 위해 1.077km 구간 도로구역 변경[19]
- 2014년 6월 26일 : 자은 ~ 지도간 도로 공사기간을 2014년 9월까지로 연기[20]
- 2014년 9월 25일 : 자은 지도간 도로(신안군 자은면 구영리 ~ 고장리 1.12km 구간과 신안군 증도면 우전리 1.52km, 신안군 지도읍 읍내리 360m 구간) 총 3.0km 구간 확장 개통[21]
- 2015년 1월 29일 : 2017년 2월까지 영광 남죽지구(영광군 군서면 남죽리 ~ 영광읍 신하리) 개량공사를 위해 1.34km 구간 도로구역 변경[22]
- 2015년 6월 25일 : 2016년 이후 장산 ~ 자라간 도로(신안군 안좌면 자라리) 확포장공사를 위해 1.9km 구간 도로구역 변경[23]
- 2015년 8월 20일 : 2018년 12월까지 만곡 ~ 신하간 도로(영광군 군서면 만곡리 ~ 영광읍 신하리) 확포장공사를 위해 2.6km 구간 도로구역 변경[24]
- 2015년 12월 10일 : 2016년 이후 구영교(신안군 자은면 구영리) 개축공사를 위해 249m 구간 도로구역 변경[25]
- 2018년 4월 : 자라대교 개통[26]

## 주요 경유지
- 신안군
  - 장산면 (국도 제2호선과 직결) - 오음리 (북강항) - (미개통 구간)
  - 안좌면 (미개통 구간) - 자라리 - 자라 회전교차로 - 자라대교 - 복호 회전교차로 - 복호리 - 대리삼거리 - 대리 - 여흘리 - (향목마을입구) - 남강리 - 대척리 - 창마리 - 안좌중학교 - 안좌고등학교 - 읍동리 - 안좌119지역대 - 안좌보건지소 - 안좌면사무소 - 안좌119안전센터 - 마진삼거리 - 신안1교
  - 팔금면 신안1교 - 장촌리 - 대심리 - 원산사거리 - 원산리 - 중앙대교
  - 암태면 중앙대교 - 와촌리 - 마명교 - 소작인항쟁비공원 교차로 - 단고리 - 기동삼거리 - 기동리 - 오상리 - 은암대교
  - 자은면 은암대교 - 유각리 - 유각교 - 자은남초등학교(폐교) - 구영리 - 고장교 - 고장사거리 - 고장리 - 당숙재 - 송산리 - 송산 교차로 - 잔동고개 - (미개통 구간)
  - 증도면 (미개통 구간) - 우전리 - 엘도라도 리조트 - 대초리 - 증도태양광발전소 - 증도항 - 증동리 - 증도대교
  - 지도읍 증도대교 - 탄동2교 - 당촌리 - 탄동리 - 지도대교 - 송도 (솔섬) - 지도사거리 - 지도자동차여객공용터미널 - 봉리 - 광정리 - 내양리 - (미개통 구간)
- 무안군
  - 해제면 (미개통 구간 : 산길리 - 임수리) - 석룡리 - 학송리 - 덕산리 - 양매리 - 해제새마을금고 - 양간사거리 - 학천 교차로 - 해제동초등학교 (폐교) - 유월리 - 만풍리 - 송석리 - 광주여대 학생수련원 - 도리포항 - (미개통 구간 : 칠산대교)
- 영광군
  - 염산면 (미개통 구간 : 칠산대교) - 향화도항 - 옥실리 - 옥실삼거리 - 송흥초등학교 (폐교) - 염산면오동리 교차로 - 봉남리 - 염산면소재지 교차로 - 염산면사무소 - 염산초등학교 - 송암리 - 야월삼거리 - 야월리 - 두우리 - 백바위해수욕장 - (미개통 구간)
  - 백수읍 (미개통 구간) - 하사리 - 하사삼거리 - 상사리 - 지산교 - 지산리 - 대전리 - 백수읍대전리 교차로 - 영광백수중학교 - 양성리 - 백수읍천마리 교차로 - 죽사리 - 백수읍학산리 교차로 - 논산리
  - 군서면 만곡사거리 - 만곡리 - 군서농공단지 - 군서면만곡리 교차로
  - 영광읍 군서면만곡리 교차로 - 신평 교차로 - 코펙삼거리 - 단주사거리

## 중복 구간
- 신안군 암태면 소작인항쟁비공원 ~ 기동삼거리 : 국도 제2호선과 중복
- 신안군 지도읍 지도사거리 ~ 지도자동차여객공용터미널 : 국도 제24호선, 지방도 제825호선과 중복
- 무안군 해제면 학천 교차로 ~ 영광군 백수읍 백수읍대전리 교차로 : 국도 제77호선과 중복
- 영광군 염산면 옥실삼거리 ~ 염산면소재지 교차로 : 지방도 제808호선과 중복

## 주요 교량
- 신안군 장산면 장산도 ~ 안좌면 자라도 : 계획중
- 신안군 안좌면 자라도 ~ 안좌도 : 자라대교 (2018년 4월 준공, 연장 670m)
- 신안군 안좌면 마진리 ~ 팔금면 장촌리 : 신안1교 (1989년 준공, 연장 510m)
- 신안군 팔금면 원산리 ~ 암태면 와촌리 : 중앙대교 (2004년 준공, 연장 600m)
- 신안군 암태면 오상리 ~ 자은면 유각리 : 은암대교 (1996년 준공, 연장 675m)
- 신안군 자은면 한운리 ~ 증도면 우전리 : 계획중
- 신안군 증도면 증동리 ~ 지도읍 당촌리 : 증도대교 (2010년 3월 30일 완공, 연장 900m)
- 신안군 지도읍 탄동리 ~ 읍내리 : 지도대교 (2005년 준공, 연장 660m)
- 무안군 해제면 송석리 ~ 영광군 염산면 옥실리 : 칠산대교 (2019년 12월 18일 완공, 연장 1820m)

## 도로명
- 신안군 안좌면 자라리 ~ 자라 회전교차로 : 자라도길
- 신안군 안좌면 복호리 ~ 자은면 잔동고개 : 중부로
- 신안군 증도면 우전리 ~ 지도읍 지도사거리 : 지도증도로 (당촌리 ~ 탄동리 구간 미개통)
- 신안군 지도읍 탄동2교 ~ 탄동리 : 사옥길
- 신안군 지도읍 지도사거리 ~ 지도자동차여객공용터미널 : 해제지도로
- 신안군 지도읍 지도자동차여객공용터미널 ~ 내양리 : 봉리길
- 무안군 해제면 임수리 ~ 해제새마을금고 : 봉대로
- 무안군 해제면 해제새마을금고 ~ 양간사거리 : 해제중앙로
- 무안군 해제면 양간사거리 ~ 학천 교차로 : 현해로
- 무안군 해제면 학천 교차로 ~ 도리포 : 만송로
- 영광군 염산면 향화도항 ~ 염산면소재지 교차로 : 향화로
- 영광군 염산면 염산면소재지 교차로 ~ 백바위해수욕장 : 천년로
- 영광군 백수읍 하사리 ~ 영광읍 신평 교차로 : 백수로
- 영광군 영광읍 신평 교차로 ~ 단주사거리 : 영대로